# Фёдоров, Борис Михайлович
Бори́с Миха́йлович Фёдоров (5 марта 1798 — 7 апреля 1875) — русский поэт, драматург, издатель альманахов, детский писатель.

## Биография
Родился в семье беспоместных дворян. Мать была сестрой писательницы М. Поспеловой. С 1803 года семья жила в Петербурге. В 1815 году бывал у Г. Р. Державина и пользовался его и Д. И. Хвостова покровительством. В дальнейшем имя Фёдорова у современников ассоциировалось с именем «патентованного» графомана Хвостова; к его стихотворной продукции общее отношение было пренебрежительным.
В 1814—1817 годах служил в департаменте Министерства юстиции. В 1818—1826 годах служил в Министерстве духовных дел и народного просвещения, достиг должности секретаря при директоре Департамента духовных дел (А. И. Тургенев). В это время он познакомился с Н. М. Карамзиным, который покровительствовал ему до смерти. В 1827—1835 годах служил в Департаменте народного просвещения, где установил доверительные отношения с Шишковым. В 1846—1859 годах служил на разных должностях в Императорском Эрмитаже, в том числе в негласном Бутурлинском комитете; в 1859 году выведен за штат с сохранением жалованья. В 1858 году назначен доверенным чиновником по цензуре со стороны Министерства императорского двора. Фёдоров сотрудничал в «Северной Пчеле» и писал в 1838—1842 годах критические разборы в «Журнале Министерства народного просвещения». 
Член Казанского общества любителей отечественной словесности (1818), ВОЛСНХ (1819), ВОЛРС (1819). В 1833 г. Фёдоров, по предложению президента Академии Российской А. С. Шишкова, избран в её действительные члены, а после упразднения академии (1841) был почетным членом отделения русского языка и словесности Петербургской АН без пенсии.

### Семья
- Первая жена — Варвара Никифоровна Фёдорова (1808—1826)
  - Сын Николай (1824—1841)
- Вторая жена — Варвара Фёдоровна Масальская (внучка Д. А. Масальского, умерла в 1848)
- Третья жена — Ольга.
  - Сын Владимир (р. 1861)
  - Сын Пётр (р. 1864)

## Драматургия
В 1813 году Фёдоровым была написана драма «Крестьянин-офицер, или Известие о прогнании французов из Москвы», игранная в первоначальном виде в Петрозаводске, на празднике, данном дворянством при возвращении олонецкого ополчения, и с прибавкой куплетов изданная в 1846 г. под названием «Русский крестьянин, или Гость с Бородинского поля» (ироническая рецензия Н. А. Некрасова). Другие драматические произведения Фёдорова: «Русские витязи при князе Владимире» (1814); «Наказанная ханжа, или Урок каждому в очередь» (сатира на Греча, 1816); «Ротмистр Громилов» (1824); «Кадетские бивуаки» (1835). Ни одна из пьес Фёдорова успеха не имела и в репертуаре не удержалась, за исключением интермедии-водевиля «Деревня на берегах Волги, или Нежданный праздник», которая в 1817—1836 годах ставилась более 30 раз, и комедии «Чудесные встречи, или Суматоха в маскараде» (1818) — более 40 представлений.

## Журналистская деятельность
В 1815 году Фёдоров издавал собственный журнал «Кабинет Аспазии», по типу приближенный к альманахам; вышло 7 книжек за 1815 год. Альманах, художественный уровень которого невысок, является большой библиографической редкостью. В нём появилась, в частности, статья в поддержку творчества Хвостова.
В начале 1820-х годов принимал участие в предприятиях П. П. Свиньина, а во время его отъезда в 1824 году исполнял обязанности редактора «Отечественных записок».
В 1828 году Фёдоров подавал прошение об издании газеты «Санкт-Петербургский дневник», но получил разрешение на издание журнала «Санкт-Петербургский зритель». При этом деятель III Отделения М. Я. фон Фок охарактеризовал Фёдорова так:

Страсть к авторству увлекла его с молодых лет на литературное поприще, на котором он в продолжение десяти лет был освистываем в журналах и получил название в публике наследника графа Хвостова, который есть его меценат и покровитель… Его мелкие стихотворения написаны без вкуса и ума: это набор слов с рифмами; проза обнаруживает недостаток учения и мыслей. Он весьма плохо пишет по-русски, и что хуже, не знает того, что пишет дурно… Будучи всегда незначащим писцом по службе и не показываясь нигде, как в гостиной графа Хвостова, он был выведен на свет Александром Ивановичем Тургеневым, который употреблял Фёдорова для писания множества писем, развозки визитных билетов, разных комиссий, выписок для своей библиотеки из архивов и т. п. и за это доставил ему два ордена и чин. После отставки Тургенева Фёдорову не понравилось служить при деятельном и деловом Карташевском, и он вышел в отставку, чтобы промышлять литературою при помощи покровителей. Он беспрестанно увивается в передних и всем людям в значении посвящает свои книжки, стихи и куплеты… Но как он искатель и из низкого происхождения, то он из протекции или по незнанию позволит управлять собою каждому, который только ослепит его блеском знатности или богатства. Характера он чрезвычайно раздражительного и мстительного до крайности. Комедии его суть не что иное, как пасквили на лица… Если мы смеем объявить своё мнение, то во уважении долговременного бумагомарательства Фёдорова и того, что он не замечен в правилах противообщественных, также за то, что его «Новая детская библиотека» безвредна, можно позволить ему издавать еженедельный литературный журнал — но не газету…

Вышла только одна книга «Зрителя».

## Детская литература
Фёдоров много писал для детей: «Детский цветник» (1827), «Детские стихотворения» (1829); «Детский театр» (1830 — 31 годы, 2-е — в 1835 г., 3-е издание 1882); «Детский павильон» (1836), «Новый храм счастия» (1836); «Приветствия детской любви» (2-е издание в 1858 г.) и др. В 1827-29 и в 1831 годы Фёдоров издавал журнал «Новая детская библиотека».
Многочисленные книги Фёдорова для детей, которые он издавал на протяжении десятилетий, получили резко отрицательную оценку В. Г. Белинского. За эти рецензии Фёдоров отомстил Белинскому и «Отечественным запискам». А. В. Никитенко 6 января 1846 года отметил в дневнике, что М. Н. Мусин-Пушкин «громит» «Отечественные записки» за либерализм, получая наветы от Фёдорова. В марте Ф. В. Булгарин написал в доносе Л. В. Дубельту «Социалисм, коммунисм и пантеисм в России в последнее 25-летие», что «истинный патриот, преданный церкви и престолу» Фёдоров собрал семь корзин с методически расположенными выписками из «Отечественных записок» «противу бога, христианства, государства, самодержавия, нравственности и т. п.» По требованию III отделения Фёдоров предоставил эти выписки, главным образом из статей Белинского. Дубельт выговорил за либерализм редактору журнала А. А. Краевскому, однако, объявил в заключение, что других последствий не будет (Никитенко пересказал это 12 октября).
Фёдоров перевёл строки, ставшие знаменитыми:

## Другие произведения
В 1848 г. Фёдоров напечатал большой исторический роман «Князь Курбский» (3-е издание 1888), вызвавший отрицательную рецензию Некрасова. Фёдоров писал также стихи поздравительные на разные торжественные случаи. Сборники стихотворений Фёдорова появились в 1818 г. — «Опыты в поэзии» и в 1829 г. — «Эзоповы басни в стихах», «Гитара и свирель, или Собрание песен и романсов», и «Вечерние рассказы».
В 1858 году Фёдоров выпустил под псевдонимом «Ижицын» два сатирических листка-пасквиля на А. И. Герцена, в первом из которых акростихом читалось «Колокольщику петля готова ИЧСН». Последние буквы одни исследователи расшифровывают как «И чёрт с ним», а другие как «И Чернышевскому с Некрасовым». Герцен иронически заметил по поводу первого из них: «Наконец-то разрешено в России говорить о „Колоколе“, хотя для начала только по-китайски, читая буквы сверху вниз…»

## Эпиграммы на Фёдорова
В историю Фёдоров вошёл как адресат нескольких известных эпиграмм, например, А. А. Дельвига:
Фёдорова Борьки

Мадригалы горьки,

Комедии тупы,

Трагедии глупы,

Эпиграммы сладки

И, как он, всем гадки.
и А. С. Пушкина:
Пожалуй, Фёдоров, ко мне не приходи,

Не усыпляй меня — иль после не буди.

## Стихотворение, приписывавшееся Пушкину
Одно четверостишие Фёдорова:
Всегда так будет как бывало;

Таков издревле белый свет:

Ученых много — умных мало,

Знакомых тьма — а друга нет!
было приписано Пушкину в 1829 году в недостаточно грамотном альманахе «Листки граций», анонимным издателем которого считали книгопродавца С. Васильева. Четверостишие потом включалось во все авторитетные собрания сочинений Пушкина, начиная с издания Анненкова в 1857 года, потому что оно ранее ходило в списках, хотя в августе—сентябре 1825 Пушкин перечеркнул его в альбоме А. М. Горчакова. Во 2-м томе (1947 г.) Большого академического собрания 1937—1959 годов стихотворение впервые переведено в раздел «Dubia». Юлиан Тувим перевёл его на польский язык как пушкинское (в его сборнике «Lutnia Puszkina»). На самом деле четверостишие представляет собой немного изменённую последнюю строфу послания Фёдорова А. С. Норову, опубликованного в 1817. То, что оно не принадлежит Пушкину, до 1959 года установила Т. Г. Цявловская, однако продолжало перепечатываться в собраниях сочинений Пушкина до 1977.
Журнал «Нева» (1967, № 4–6, с. 196) написал об этом открытии пушкинистов, отмечая ошибку С. Г. Гаврина.
Новая атрибуция текста остаётся почти неизвестной вне пушкиноведения. Так, доктор филологических наук профессор К. С. Горбачевич из словарного отдела Института лингвистических исследований РАН повторил заблуждение в 1996 году.

## Сочинения
- Князь Курбский. Роман. СПб., 1843

### Стихи
- Песнь ополчения на победы графа Витгенштейна. СПб., 1812
- Донской козак. СПб., 1813
- Минуты смеха, или Собрание некоторых забавных стихотворений. СПб., 1814
- День рождения императрицы Марии и воспоминания о Павловске (поэма). СПб., 1815
- Опыты в поэзии. СПб., 1818
- Гитара и свирель, или Собрание песен и романсов. СПб., 1829
- Эзоповы басни. СПб., 1829
- Вечерние рассказы. СПб., 1829
- Виолетта, или Феины сказки. СПб., 1841

### Драматургия
- Крестьянин офицер, или Известие о прогнании французов из Москвы (драма в 2 д.). СПб., 1813
- Русские витязи при князе Владимире (героическое представление в 3 д. в стихах с хорами). СПб., 1814
- Наказанная ханжа, или Урок каждому в очередь. СПб., 1817
- Деревня на берегах Волги, или Нежданный праздник (интермедия-водевиль в 1 д. с хорами и плясками). Поставлена в 1817
- Чудесные встречи, или Суматоха в маскараде (комедия в 5 д.) СПб., 1819
- Торжество Аполлона (пролог) // Благонамеренный. — 1819 — № 19
- Семейные несогласия (сцены из стихотворной комедии) // Благонамеренный. — 1820 — № 18
- Ротмистр Громилов (сцены из стихотворной комедии) // Благонамеренный. — 1823 — № 22
- Юлий Цезарь (трагедия). Издана в отрывках: 1818, 1823, 1827
- Святополк Окаянный (трагедия). СПб., 1840

### Детская литература
- Детский цветник. Альманах на 1827 год
- Детский цветник. Альманах на 1828 год
- Детские стихотворения. СПб., 1829
- Детский театр. В двух частях. СПб., 1830—1831
- Кадетские бивуаки. СПб., 1835
- Приветствия детской любви. СПб., 1835
- Детский павильон. Альманах. СПб., 1836
- Иосиф Прекрасный. СПб., 1836
- Новый храм счастья. М., 1836
- Золотая книжка для малюток. СПб., 1837
- Стихотворения для детей, от младшего до старшего возраста. СПб., 1858